# Hemme
Hemme er en by og kommune i det nordlige Tyskland, beliggende i Amt Kirchspielslandgemeinden Eider i den nordlige del af Kreis Dithmarschen. Kreis Dithmarschen ligger i den sydvestlige del af delstaten Slesvig-Holsten.

## Geografi
Kommunen ligger ved Bundesstraße 5, som er den vestlige forbindelse mellem Bundesautobahn 23 og den danske grænse.
Nabokommuner er (med uret fra nord) kommunerne Groven, Rehm-Flehde-Bargen, Stelle-Wittenwurth, Neuenkirchen, Strübbel og Karolinenkoog (alle i Kreis Dithmarschen).